# Mudanças nas práticas de segurança após o naufrágio do RMS Titanic

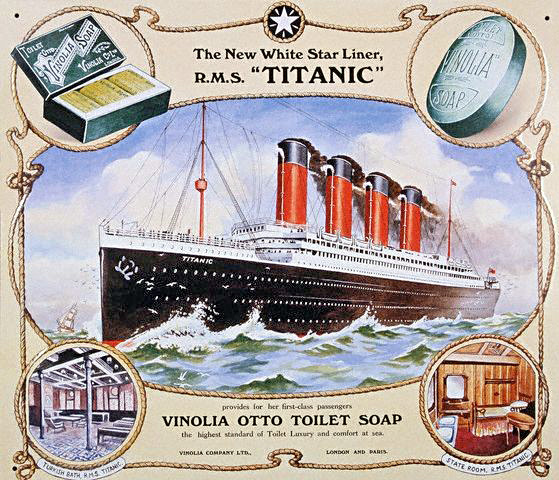
RMS Titanic

O naufrágio do RMS Titanic resultou em dois inquéritos que formataram as  mudanças nas práticas de segurança que se seguiram ao desastre.

## Botes salva-vidas

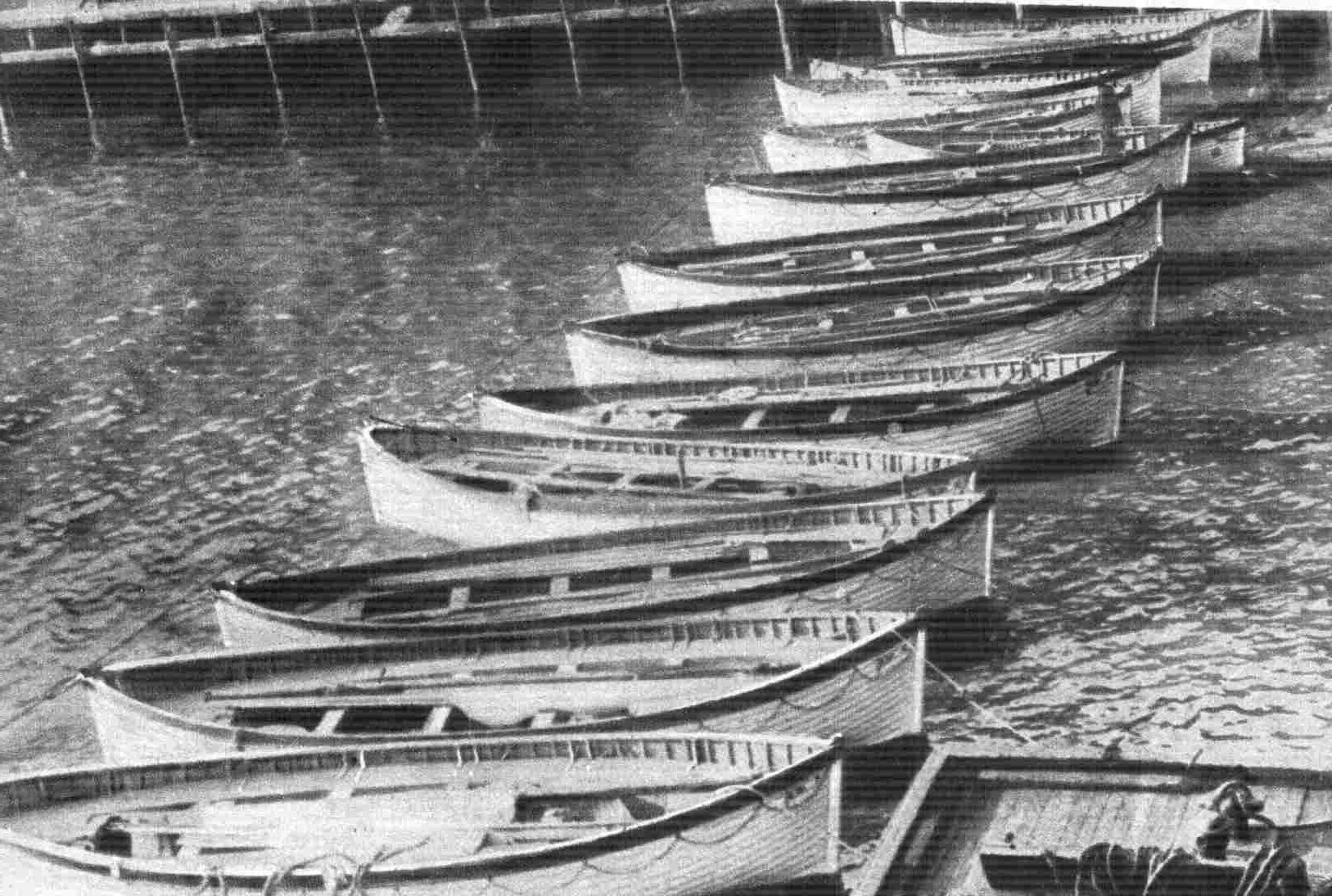
Botes salva-vidas recuperados do Titanic.

Alexander Carlisle, gerente geral de Harland and Wolff, sugeriu que o Titanic usasse um novo e maior tipo de turco que poderia dar ao navio o potencial para transportar 48 botes salva-vidas; isso teria providenciado assentos suficientes para todos a bordo. No entanto, a White Star Line decretou que apenas 20 botes salva-vidas seriam transportados, o que poderia acomodar cerca de 38% dos que estavam a bordo se o navio estivesse transportando sua capacidade total de pessoas. Na época, as regras da Junta Comercial afirmavam que os navios britânicos com mais de 10.000 toneladas deviam transportar 16 botes salva-vidas com capacidade de 160 m³, mais capacidade suficiente em jangadas e flutuadores para 75% (ou 50% no caso de uma embarcação com anteparas estanques) do que nos botes salva-vidas. Portanto, a White Star Line realmente fornecia mais acomodações nos bote salva-vidas do que era legalmente exigido. As regulamentações não previam nenhuma provisão extra para os navios maiores, porque não haviam sido modificados desde 1894, quando o maior navio de passageiros em questão era de apenas 13.000 toneladas, e devido à dificuldade esperada em carregar e baixar mais do que 16 barcos em qualquer emergência.

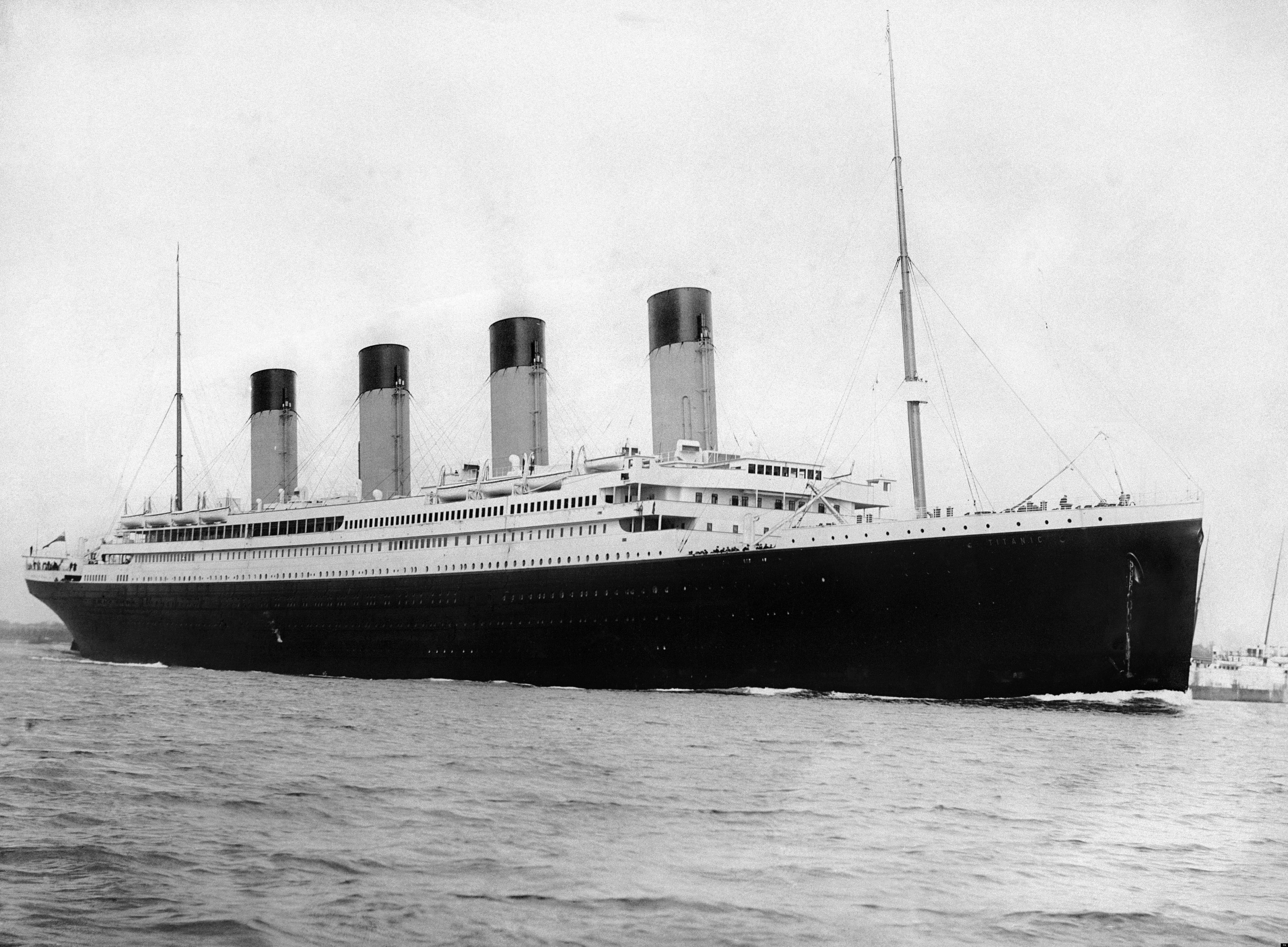
RMS Titanic, mostrando botes os salva-vidas ao longo do convés de botes no lado estibordo (deck superior): quatro botes salva-vidas perto da casa do leme na ponte e quatro botes salva-vidas perto da 4ª chaminé.

Na  noite do naufrágio, o complemento do Titanic aos botes existentes eram de três tipos de embarcações. Os mais numerosos eram os 14 botes salva-vidas de madeira padrão, cada um com 9,1 metros de comprimento por 2,77 metros de largura, com uma capacidade de 65 pessoas cada. à frente deles, um cada lado do navio, dois barcos de emergência menores, com 7,6 metros de comprimento que tinham uma capacidade de 40 pessoas cada. Quatro botes desmontáveis  Engelhardt medindo 8,36 metros de comprimento por 2,4 metros de largura com capacidade para 47 pessoas cada; eles tinham laterais de lona e podiam ser alocados quase planos, ocupando uma quantidade comparativamente pequena de espaço no convés. Dois estavam alocados nos lados de estibordo e bombordo no telhado dos alojamentos dos oficiais, ao pé da primeira chaminé, enquanto os outros dois estavam alocados a estibordo e bombordo ao lado dos cúters de emergência.
Após o desastre com o Titanic, recomendações foram feitas pelo inquérito americano e pelo inquérito britânico afirmando, em parte, que os navios deveriam carregar botes salva-vidas suficientes para todos a bordo, exercícios simulados de embarcações salva-vidas seriam implementados, inspeções de embarcações salva-vidas seriam conduzidas etc. Muitas dessas recomendações foram incorporadas à Convenção Internacional para a Salvaguarda da Vida Humana no Mar aprovada em 1914.

## Operador de rádio 24 horas e foguetes de socorro
Após as investigações, o governo dos Estados Unidos aprovou a Lei do Rádio de 1912. Esta lei, juntamente com a Convenção Internacional para a Salvaguarda da Vida Humana no Mar, afirmou que as comunicações de rádio em navios de passageiros seriam operadas 24 horas, juntamente com uma fonte de alimentação secundária, de modo a não perder chamadas de socorro. Além disso, a Lei do Rádio de 1912 exigia que os navios mantivessem contato com os navios em suas proximidades, bem como com as estações de rádio costeiras em terra.
Além disso, foi acordado na Convenção Internacional para a Salvaguarda da Vida Humana no Mar que o disparo de foguetes vermelhos de um navio deveria ser interpretado como um sinal da necessidade de ajuda. Esta decisão foi baseada no fato de que os foguetes lançados pelo Titanic antes do naufrágio foram interpretados com ambiguidade pelo cargueiro SS Californian. Oficiais no convés do Californian viram foguetes disparados de um transatlântico desconhecido, mas supuseram que poderiam ser "sinal de companhia" ou sinais de identificação, usados para sinalizar para outros navios. Na época do naufrágio, além das situações de perigo, era comum os navios sem rádio usarem uma combinação de foguetes e "velas romanas" para se identificarem a outros navios. Uma vez que a Lei de Rádio de 1912 foi aprovada, foi acordado que os foguetes no mar seriam interpretados apenas como sinais de socorro, removendo assim qualquer possível má interpretação de outros navios.

## Patrulha Internacional do Gelo

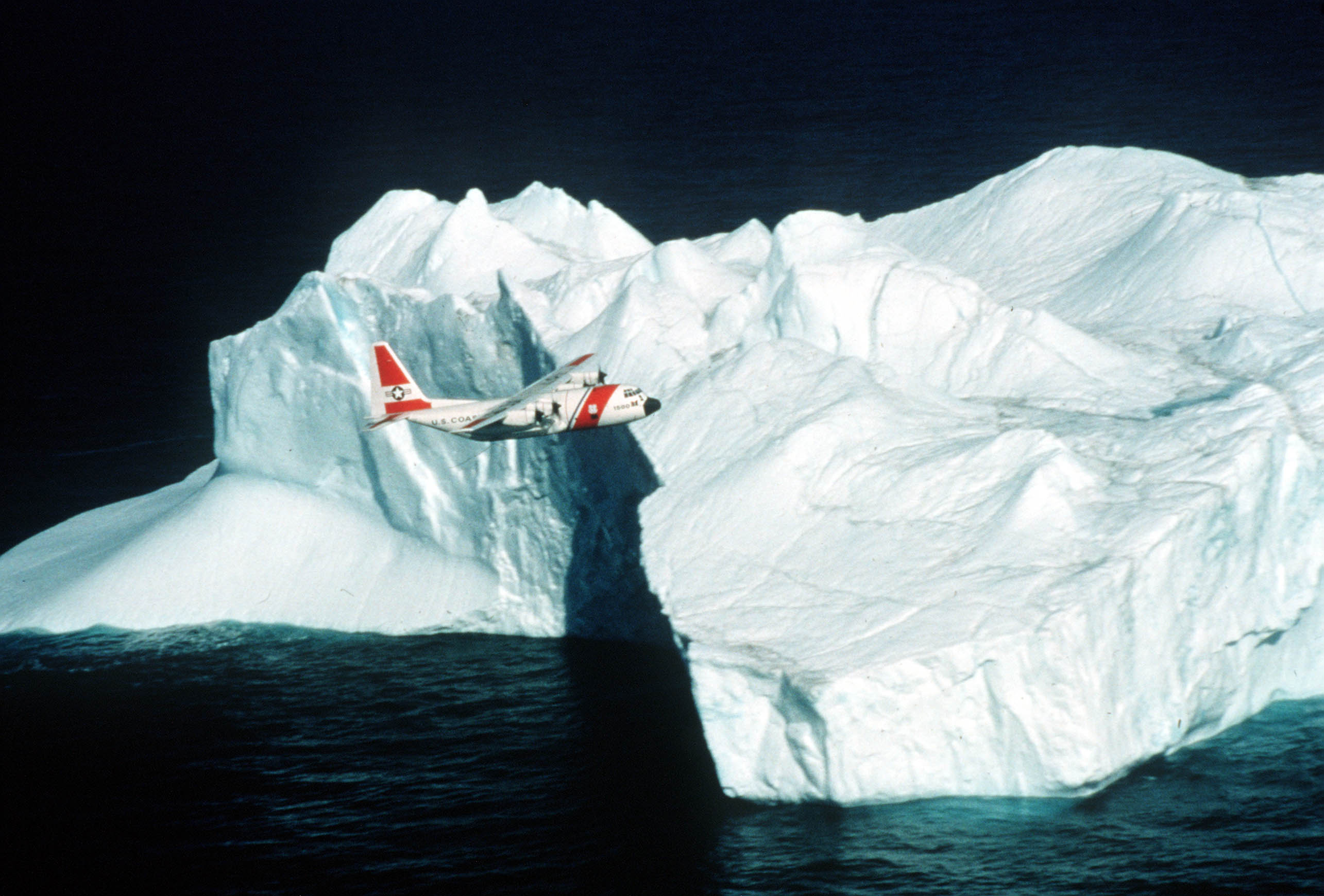
Um HC-130 da Guarda Costeira americana da Patrulha Internacional do Gelo sobre o Oceano Ártico no final dos anos 1990.

Após o desastre do Titanic, a Marinha dos Estados Unidos designou os Cruzadores de Escolta Chester e USS Birmingham (CL-2) para patrulhar os Grandes Bancos pelo restante de 1912. Em 1913, a Marinha Americana não podia deixar navios a postos para esse fim, então o United States Revenue Cutter Service (precursor do Guarda Costeira dos Estados Unidos) assumiu a responsabilidade, atribuindo os cutters Seneca e Miami para conduzir a patrulha.
O desastre do Titanic levou à convocação da primeira Convenção Internacional para a Salvaguarda da Vida Humana no Mar (SOLAS em inglês) em Londres, em 12 de novembro de 1913. Em 30 de janeiro de 1914, um tratado foi assinado pela conferência que resultou na formação e financiamento internacional da Patrulha Internacional do Gelo, uma agência da Guarda Costeira dos Estados Unidos que até hoje monitora e relata a localização de icebergs no Oceano Atlântico Norte que poderiam representar uma ameaça ao tráfego marítimo de transatlânticos.
Em meados do século XX, a aeronave de patrulha no gelo tornou-se o principal método de reconhecimento de gelo, com as patrulhas de superfície sendo eliminadas gradualmente, exceto durante anos de gelo excepcionalmente pesados ou longos períodos de visibilidade reduzida. O uso de navios oceanográficos  continuou até 1982, quando o único navio oceanográfico remanescente da Guarda Costeira, o USCGC Evergreen, foi convertido em um cutter. A aeronave tem vantagens distintas para o reconhecimento de gelo, proporcionando uma cobertura muito maior em um curto período de tempo.

## Mudanças no desenho dos navios
Após o desastre com o Titanic, navios foram readaptados para maior segurança. Por exemplo, o fundo duplo de muitos navios existentes, incluindo o RMS Olympic, foram estendidos até os lados de seus cascos, sua linhas de água, dando-lhes cascos duplos. Outra reforma pela qual  muitos navios passaram foram mudanças na altura das anteparas. As anteparas do Titanic se estendiam por 3 metros acima da linha de água. Depois que o Titanic afundou, as anteparas de outros navios foram estendidas para cima para tornar os compartimentos totalmente estanques.